# Napier Sabre
A Napier Sabre a második világháború egyik legnagyobb teljesítményű repülőgépmotorja, a Napier & Son cég gyártotta. A típus egy 24 hengeres, H hengerelrendezésű repülőgépmotor volt. A legelső sorozatban gyártott verzió, a II 2200 lóerőt tudott leadni.

## Előzmények
A második világháború idején a legtöbb gyártó V hengerelrendezésű motorokat gyártott. A két világháború közötti tapasztalatok alapján az látszott a legcélszerűbb hengerelrendezésnek és a második világháború idejére szinte bevetett gyakorlattá vált.
Viszont az egyik gyártónak, a Napier & Sonnak egészen más elképzelései voltak. A két világháború közötti időszakban a Napier több H hengerelrendezésű motort is kifejlesztett és gyártott.
A 30-as években a brit hatóságok megbíztak a vállalatot egy új katonai repülőgépmotor kifejlesztésével. Ennek nem csak az volt az oka, hogy nagyobb teljesítményű motort akartak, hanem volt benne olyan, politikai jellegű szál is, hogy a Napiert az üzletben tartsák (mondhatni, hogy a Rolls-Royce ne váljon egyeduralkodóvá). Ennek a projektnek lett az eredménye a Sabre repülőgépmotor.

## A Sabre jellegzetességei
A Sabre egy 24 hengeres, 37 literes lökettérfogatú, H hengerelrendezésű repülőgépmotor volt. Az első sorozatban gyártott verzió 2200 lóerőt adott 3700/perc fordulatszámon.
A Sabre talán legfeltűnőbb jellegzetessége a hengerelrendezése volt. Míg a legtöbb korabeli repülőgépmotor V-motor volt, addig a Sabre H-motor lett. A H elrendezésnek alapvetően az volt az előnye, hogy a lökettérfogatához képest egy nagyon kompakt motort tett lehetővé.
Amennyiben a másik neves brit repülőgépmotorral, a Rolls-Royce Merlin-el összehasonlítjuk az adatokat, úgy ez kitűnik. A Merlin kezdeti verziója 179 centiméteres hosszúságú volt, 27 literes lökettérfogattal. Ugyan a Sabre hossza kicsivel meghaladta a két méter (205 centiméter), de cserébe 37 literes lökettérfogatot lehetett vele megvalósítani.
Ugyan a Sabre teljesítménye kimagasló volt, de cserébe nagyon bonyolult és költséges is volt a gyártása: a Sabre legalább négyszer annyiba került, mint a Merlin egy példánya. Ez alapján nem csoda, hogy a Merlin-ből nagyságrenddel többet gyártottak.

## Rövid löketű hengerek
A repülőgépmotorokat a löket és a furat egymáshoz való viszonyulása alapján rövid löketűnek, négyzetesnek és hosszú löketűnek sorolják be. A négyzetes hengerek esetében a furat és a löket hossza megegyezett, míg a hosszú löketű motorok esetében a löket nagyobb volt, mint a furat. A mérvadóbb világháborús, V hengerelrendezésű repülőgépmotorok tipikusan hosszú löketűek voltak.
A Sabre viszont rövid löketű volt, vagyis a furat nagyobb volt mint a lökethossz. A rövid löketű motoroknak alapvetően az az előnye, hogy a dugattyúnak rövidebb utat kell megtennie a felső és az alsó holtpont között, vagyis rövidebb idő alatt megteszi a lökethosszt. Ez nagyobb fordulatszámot és azon keresztül nagyobb teljesítményt jelent.

## Fejlesztési problémák
A Sabre fejlesztése során kezdetben a megbízhatóság és a motorélettartam fejlesztésére törekedtek. Erre szükség is volt, mivel kezdetben a típus élettartama mindössze 20-30 óra volt. A megbízhatóság akkora problémát okozott, hogy annak következtében a Napier majdnem feladta a típust. Az egyik probléma az volt, hogy a gyártott motorok minősége nem egyezett meg a tesztpéldányok minőségével, aminek az volt az egyik következménye, hogy a motor ette az kenőolajat.
A típus megvalósításában jelentős szerepe volt annak, hogy egy másik brit motorfejlesztő vállalattól, a Bristol-tól segítséget kaptak. Az ügy érdekessége volt, hogy miután kiderült, hogy a Bristol meg tudná oldani a Sabre problémáját, a rivális vállalat nem lelkesedett érte, de azt a brit hatóságok kikényszerítették.

## Alkalmazás
A Sabre első, sorozatban gyártott verziója a II volt, aminek a csúcsteljesítménye 2200 lóerő volt. Az ezzel a verzióval hajtott vadászgépek 1941-ben kerültek ki a frontra.
Amikor a Sabre II kikerült a frontra, 1941-ben, akkor magasan verte a „mezőnyt”. Míg a brit motor 2200 lóerőt tudott leadni, addig a legtöbb sorozatban gyártott, kortárs típus teljesítménye 1500 lóerő körül volt (beleértve a Merlint is).
1941-ben, amikor kikerült a frontra, akkor csak a Sabre motorral hajtott vadászgépek tudták utolérni az új német, Focke-Wulf 190 típusú vadászgépeket, amik komoly problémát okoztak a brit légierőnek.
A Sabre ugyan nagyon erős volt, de mellett nagyon összetett is volt, ami a megbízhatóságnak nem tett jót: a brit légierő egészen 1944-ig problémásnak tartotta a típust.

## A feltöltés fejlesztése
A Sabre egyfokozatú, kétsebességes mechanikus-feltöltővel (kompresszorral) rendelkezett, ami a Sabre rendszeresítésekor, 1941-ben szokványosnak számított. 1941-ben és a világháború későbbi részében a legkorszerűbb vadászgépek motorjainak kétsebességes kompresszorai voltak az esetek többségében.
Az egyik változtatás, amivel fejlesztették a feltöltést, az volt, hogy a Sabre motor korai verzióinak fejlesztése során a korábban alkalmazott kettő helyett átálltak az egy beömlőnyílást alkalmazására.
Egy másik változtatás az áttétel változtatása volt. Az áttétel arra utal, hogy a kompresszor a motor fordulatszámának hányszorosával járt. Ezzel lehetett módosítani, hogy a motor milyen magasságban adjon le jobb teljesítményt. A Sabre fejlesztése folyamán a két sebességhez tartozó áttételeket "közelebb hozták" egymáshoz, vagyis kisebb lett közöttük a különbség. Ez a motor teljesítményét közepes magasságra optimalizálta.
A Sabre teljesítménye nagy magasságban nem volt kiemelkedő, aminek okán a Napier belekezdett egy 3-sebességes feltöltő-rendszer kifejlesztésébe a motorhoz. Viszont amikor felvásárolták a vállalatot, akkor az új tulajdonos leállította ezt a munkát és a vállalat onnantól kezdve a Sabre megbízhatóságának a fejlesztésére fókuszált.

## Metanol-befecskendezés: Sabre VII
A Sabre legerősebb verziója, amit a brit légierő alkalmazni tervezett, a Sabre VII volt. Ennek a verziónak az volt a fejlesztése, hogy metanol-befecskendezést alkalmaztak hozzá. Ez lehetővé tette, hogy a kompresszor nagyobb nyomást állítson elő a hengerekben. Ennek következtében ez a verzió 3055 lóerőt tudott leadni. Nagyon kevés repülőgépmotor volt képes akkoriban ilyen magas teljesítményre.
A metanolbefecskendezésről leginkább a német légierő volt nevezetes (ők MW–50-nek nevezték), de nem csak ők alkalmazták. A VII verziót kifejlesztése és letesztelése megtörtént, de a háború még a tervezett alkalmazása előtt véget ért.
Míg a Sabre korai példányai esetében az élettartam 20-30 óra között volt, a Sabre VII már annyival kiforrottabb konstrukció volt, hogy az egyik példány 175 órát folyamatosan üzemelt tesztelés közben.

### Könyv
- Victor Bingham: Major Piston Aero Engines of World War 2